# كارانكيو
كارانكيو (بالإنجليزية: Carranque)‏ هي بلدية ومدينة في منطقة الحكم الذاتي كاستيا-لا مانتشا وتقع في مقاطعة طليطلة في وسط إسبانيا. تبلغ مساحة هذه المدينة 25 (كم²)، ويبلغ عدد سكانها 3591 نسمة حسب إحصاء المعهد الوطني الإسباني سنة 2008 م.

## وصلات خارجية
- الموقع الرسمي